# Долинное (Полтавская область)
Долинное (укр. Долинне; до 2024 года — Червоная Долина) — село, Абазовский сельский совет, Полтавский район (Полтавская область), Полтавская область, Украина.
Код КОАТУУ — 5324080109. Население по переписи 2001 года составляло 9 человек.

## Географическое положение
Село Червоная Долина находится на берегу пересыхающей реки Дедова Балка, которая через 3 км впадает в реку Полузерье,
на расстоянии в 1 км расположены сёла Вытевка и Абазовка.
Рядом проходят автомобильная дорога М-03 и
железная дорога, станции Платформа 303 км и Абазовка в 1,5 км.